# Alberto Amato
Alberto Amato (Napoli, 28 aprile 1912 – Napoli, 28 febbraio 2006) è stato un cantante e attore italiano.

## Biografia
Nato a Napoli, nel Borgo Santa Lucia, figlio di un commerciante d'oro e pietre preziose, il 28 aprile 1912, Alberto Amato fu tra le prime voci della radio Eiar negli anni quaranta. Da giovane fu calciatore (ala destra) dei boys del Napoli e nella Turris di Torre del Greco, nuotatore e pallanuotista nella Rari Nantes.
Nel 1940 rivelò il suo talento, pur non avendo studiato canto, partecipando al concorso dell'EIAR Voci nuove riuscendo, su 3600 partecipanti, ad entrare nella lista dei dodici finalisti. In seguito a quel concorso partecipò ad una tournée in Germania, Polonia e Lettonia ed incise le sue prime canzoni, Canzone appassiunata e Che t'aggja dì, con la casa discografica Cetra.
Poco dopo la fine della Seconda guerra mondiale firmò un contratto con la Odeon, con cui lavorò per diciotto anni. Partecipò a numerose manifestazioni napoletane, come la Festa di Piedigrotta. Fu lui, con Maria Paris, a lanciare la canzone napoletana Scalinatella. In quegli anni iniziò ad affermarsi la sua figura di bello dagli occhi azzurri.
Nel 1957 andò negli Stati Uniti e in Canada. Durante la tournée si esibì alla Brooklyn Academy of Music di New York. Parallelamente alla canzone, Amato si dedicò al cinema, partecipando a film come Le mani sulla città e I giorni contati, e alla sua vecchia passione sportiva, diventando arbitro di pallanuoto (per trent'anni), giudice di nuoto e dirigente sportivo. Il 10 aprile 1961 nacque il nipote Silvio Amato.
Nel 1962 partecipa al Gran Festival di Piedigrotta. Nel 1969 prende parte, con la compagnia di Mario Trevi, alla sceneggiata Cunfiette 'e sposa.
Seppur ritiratosi dalle scene nel 1975, Alberto Amato continuò ad esibirsi. Nel 2005 ricevette, al Teatro Trianon di Napoli, il Premio Gilda Mignonette e si esibì per una delle ultime volte in pubblico.
Morì a Napoli il 28 febbraio 2006 all'età di 93 anni. I funerali si svolsero nella Chiesa di San Ferdinando a Napoli.

## Discografia parziale

### Singoli
- 1941 – Canzona appassiunata/Che t'aggia dì (Cetra, GP 93063)
- 1942 – Te si scurdato 'e Napule/Core 'ngrato (Odeon, P 657)
- 1946 – Via Nova/Doie parole!... (Odeon, TW 3265)
- 1947 – Valzer napulitano/Vint'anne (Parlophon, C 8143)
- 1948 – Ultima serenata/Signora Nostalgia (Parlophon, C 8182)
- 1949 – Vocca 'e rosa/Sponta 'o sole (Vis Radio, Vi 4031)
- 1949 – Pizziche e vase/Magia (Vis Radio, Vi 4040)
- 1952 – 'O rammariello/Li funtanelle (Parlophon, C 8257)